# 대룡초등학교
대룡초등학교는 대한민국 경상북도 김천시에 있는 초등학교다.

## 학교 연혁
- 1948.09.02 대룡국민학교로 개교
- 1960.05.01 정규교실 증축
- 1983.03.01 대룡초등학교 병설유치원 설립 인가
- 1996.03.01 대룡초등학교로 교명 변경
- 2007.08.20 교실 및 복도 바닥 교체 공사
- 2008.03.01 특수 1학급 신설
- 2012.04.01 동식물사육장,암석원 설치
- 2015.02.13 제62회 졸업(총2,942)
- 2015.03.01 제24대 이교준 교장선생님 부임